# بازیکن آینده‌دار (ورزشی)
در ورزش، یک بازیکن آینده‌دار هر بازیکنی است که حقوقش متعلق به یک تیم حرفه‌ای است، اما هنوز از آستانه‌ای فراتر نرفته‌است که در واقع به آن وضعیت تازه‌کاری (که توسط لیگ مربوطهٔ خود تعریف می‌شود) گفته می‌شود یا هنوز در تیم خود مورد استفاده قرار نگرفته‌است. گاهی اوقات می‌توان افراد آینده دار را به یک تیم جوانان برای پرورش و کسب تجربه بیشتر فرستاد، یا به تیم‌های دارای سطح پایین یعنی تیم‌های که در رده‌ها و سطوح پایین‌تر حضور دارند قرض داد. آنها همچنین ممکن است تصمیم بگیرند که برای بازی به دانشگاه (اکثر دانشگاه‌ها یا به عبارتی کالج‌ها دارای تیم فوتبال برای خود هستند که این تیم‌ها در سطح دانشگاهی و حتی سراسری به رقابت در لیگ‌ها می‌پردازند) بروند.
در لیگ حرفه‌ای تیم‌های ورزشی حرفه‌ای نیز با تصمیم خود، با انتخاب‌های از پیش تعیین شده، یا با لیگ‌های حرفه‌ای کنونی، برای به دست آوردن یک بازیکن آینده دار دیگر یا یک بازیکن معتبر لیگ برتر، بازیکنان آینده‌دار خود را مبادله می‌کنند. گاهی اوقات گفته می‌شود تیم‌هایی که چندین بازیکن ستاره خود را با بازیکنان آینده‌دار تیم‌های دیگر مبادله می‌کنند، فروش آتشی دارند.

## هاکی روی یخ

### آمریکای شمالی
بازیکن آینده‌دار هاکی روی یخ آمریکای شمالی معمولاً بازیکنی است که توسط یک تیم در لیگ ملی هاکی پیش قرار داد یا قرارداد بسته‌است و به یک تیم جوانان برای پیشرفت فرستاده می‌شود. این لیگ‌هایی که بازیکنان برای پیشرفت و با تجربه شدن فرستاده می‌شوند عبارتند از لیگ هاکی آمریکا و ECHL. علاوه بر این لیگ‌های غیر حرفه ای، بازیکنانی که پیش قرارداد با تیم اصلی بسته بودند (نه قرارداد اصلی) ممکن است برای تیمی که از آن در لیگ هاکی کانادا (شامل لیگ هاکی انتاریو، لیگ برتر هاکی جوانان کبک، و لیگ هاکی وسترن)، NCAA، لیگ هاکی ایالات‌متحده بازی کرده‌اند، به بازی برای اینها ادامه بدهند. همچنین لیگ‌های مختلف اروپایی مانند اکسترالیگا چک، لیگای فنلاند، لیگ دویچه ایوشوکی آلمان، لیگ هاکی قاره ایروسیه، لیگ اسلواکی، لیگ هاکی سوئد، فیوردکرافتلیگان نروژ یا لیگ ملی سوئیس.